# Эскадренные миноносцы типа 052B
Тип 052B (Гуанчжоу, Луюань I) — многоцелевые ракетные эсминцы, ВМС Китайской Народной Республики. Построены два корабля этого типа —  Гуанчжоу (168) и Ухань (169), оба введены в состав ВМС КНР в июле 2004 года. Корабли имеют корпус с элементами технологии стелс и улучшенную систему ПВО, которая была одним из главных недостатков предыдущих китайских эсминцев. Эти корабли представляют собой значительный шаг вперёд по сравнению с кораблями предыдущих проектов и отражает  потребность ВМС Китая в более современных кораблях класса эсминец.

## Программа
Тип 052B (Гуанчжоу) был первым кораблём китайской постройки, обладающий зональной системой ПВО. Первыми кораблями с зональной ПВО в ВМС КНР были два корабля проекта 956, закупленные в СССР в связи с тем, что ЗРК собственной конструкции для эсминцев типа 051В не были готовы вовремя. Ко времени постройки кораблей типа 052B, Китай успел изучить конструкцию советских систем и разработал свои собственные аналоги. В результате корабли типа 052B построены со значительным использованием советских технологий, в том числе технологий ЗРК 9М38 Бук-М1-2, эффективной системы ПВО с дальностью стрельбы 38 км. Большинство военных аналитиков ожидают, что корабли типа Гуанчжоу будут сравнимы по своим боевым возможностям с российскими эсминцами проекта 956.
Постройка кораблей этого типа продемонстрировала стремление Китая к созданию океанского военно-морского флота, способного проецировать силу в удалённых регионах.

## Конструкция
Водоизмещение эсминцев типа 052B составляет около 5850 тонн (стандартное) и 6500 тонн полное. Корпус судна имеет форму, минимизирующую отражённый радиосигнал, в сочетании с радиопоглощающим покрытием для снижения радиолокационной заметности. Газоотводные трубы включают в себя охлаждающие устройства для снижения ИК-сигнатуры. На кормовой палубе можно разместить противолодочный вертолет Ка-28. Главным конструктором этого проекта является академик Пан Цзинфу (潘镜芙), который также руководил разработкой эсминцев двух предыдущих типов.
Эсминцы типа 052B оснащены широким спектром систем вооружения. Две пусковые установки Бук-М1-2 расположены на носу и корме. Каждая установка имеет две РЛС управления огнём MP-90, полный боезапас двух установок — 48 ракет. Основное назначение эсминцев типа 052B — обеспечение зональной ПВО для соединения кораблей, а также уничтожение кораблей противника, для чего корабль оснащён четырьмя 4-контейнерными пусковыми установками противокорабельных ракет YJ-83, расположенных в средней части судна. Артиллерия представлена 100-мм пушкой и зенитно-артиллерийским комплексом самообороны. Для борьбы с подводными лодками предназначены два трёхтрубных 324-мм торпедных аппарата Yu-7 и две 240-мм 12-ствольных РБУ типа 75. Корабль также оборудован четырьмя 18-ствольными пусковыми установками типа 724 для постановки пассивных помех. Второй корабль серии (169 «Ухань») был использован как испытательный стенд для газотурбинных двигательных установок китайского производства, одна из двух газовых турбин DN-80 была заменена на китайскую турбину QC-280, которая продемонстрировала удовлетворительную работу.

### Средства обнаружения

#### Радиолокационные станции
Корабли типа 052B в качестве обзорной РЛС российскую трёхкоординатную систему Фрегат-МАЭ-5 или РЛС типа 382 (обновленная версия РЛС типа 381 радар «Sea Eagle S/C»), установленную на верхней площадке фок-мачты. Четыре РЛС MP-90 обеспечивают работу ЗРК. РЛС типа 344  управляет стрельбой артиллерийской установки. Установленная на помосте РЛС обеспечивает стрельбу противокорабельными ракетами YJ-83.

## Тактико-технические характеристики

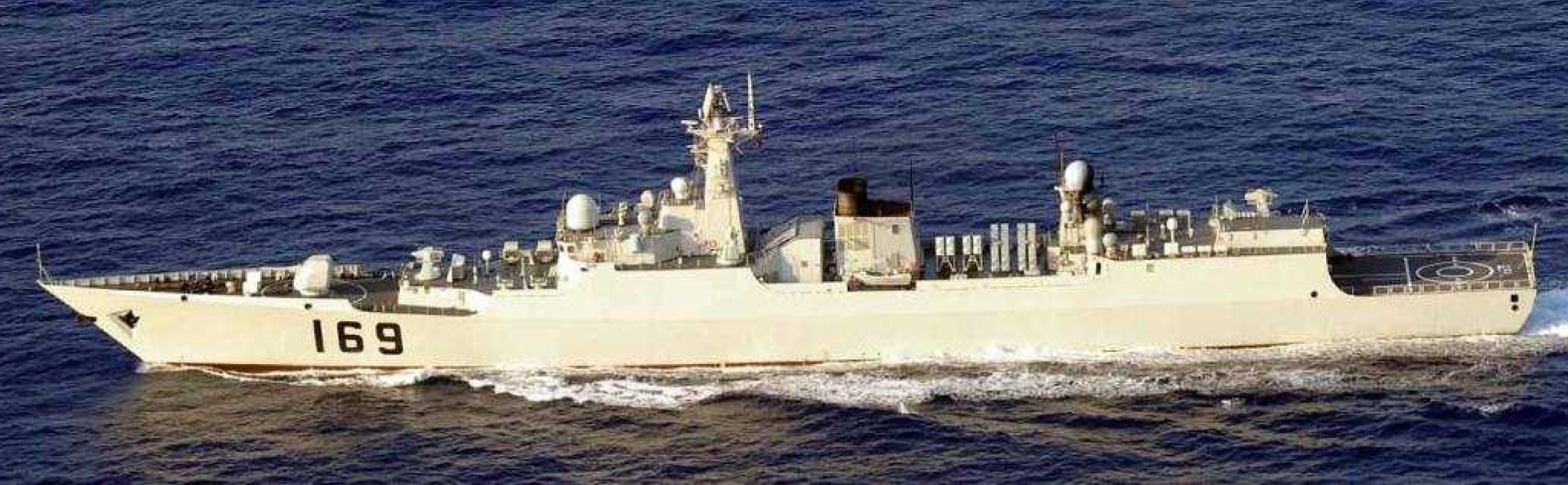
Эсминец «Ухань» (169)

- Стоимость единицы продукции — около $400 млн в ценах 2004 года
- Состав серии — Гуанчжоу (168) и Ухань (169) по состоянию на 2006 год
- Двигатель — 2 газовые турбины Зоря-Машпроект ДН80, 2 дизеля MTU Friedrichshafen 12V 1163TB83
- Длина — 155 метров
- Ширина — 17 метров
- Осадка — 6 метров
- Водоизмещение — 5850 тонн (стандартное); 6500 тонн (полное)
- Скорость — 30 узлов
- Экипаж — 280 (40 офицеров)
- Боевая информационно-управляющая система — ZKJ-7  разработки 709-го Института (заявленная скорость передачи данных — 100 Мб/с)
- Система передачи данных: HN-900 (китайский аналог Link 11A/B, в дальнейшем планируется модернизация)
- Спутниковая связь: SNTI-24 SATCOM
- Вооружение
  - 16 х YJ-83 ПКР
  - 48 х Бук М1-2 ЗРК в (4 х 12)
  - 1 х 100-мм орудие
  - 2 х 30-мм ЗАК типа 730
  - 2 x 3 x 324-мм противолодочных торпедных аппарата
  - 2 x 12 240-мм противолодочные РБУ типа 75 (дальность 1200 м, масса БЧ — 34 кг)
  - 4 х 18 ПУ пассивных помех типа 726-4
  - Авиация: 1 противолодочный вертолет Ка-28.

## Состав серии
| № | Бортовой номер | Название          | Строитель | Запущен    | В строю    | Флот         | Статус  |
| - | -------------- | ----------------- | --------- | ---------- | ---------- | ------------ | ------- |
| 1 | 168            | «Гуанчжоу» (广州) | Цзяннань  | 20.05.2002 | 07.2004    | Южно-Морской | В строю |
| 2 | 169            | «Ухань» (武汉)    | Цзяннань  | 10.2002    | конец 2004 | Южно-Морской | В строю |